# Ансельмо II (маркиз Тортоны)
Ансельмо II (итал. Anselmo II di Tortona; ок. 990 — ранее 7 мая 1027) — маркиз Тортоны из династии Алерамичи, предок маркграфов Салуццо.
Сын Ансельмо I — маркиза в Лигурии. Наследовал отцу не позднее 1014 года.
Об Ансельмо II известно мало, и он прижизненно упоминается только в двух документах (хартиях), датированных 1014 годом.
Жена — Аделазия (ум. после 11 мая 1055), дочь маркиза Аццо («Azonis Marchio») (это, вероятно, граф Луни Альберто Аццо I).
Дети:
- Оддоне «Теуто», маркиз, отец Бонифация дель Васто — маркграфа Савоны и Западной Лигурии
- Ансельмо, упом. 1055
- Уго, упом. 1055.